# Gesteinshüttenkunde
Gesteinshüttenkunde ist die Lehre von der Be- und Verarbeitung von Gesteinen und Erden, deren Charakter nichtmetallisch ist. Die Gesteinshüttenkunde unterteilt sich in Werkstoffkunde und Herstellungsverfahren bzw. -techniken und ist eine Technologie, bei der häufig thermodynamische Verfahren benutzt werden. 
Die Produkte der Gesteinshüttenkunde sind immer durch thermische Einflüsse verändert und meistens aus Naturrohstoffen hergestellt. Es sind im Wesentlichen Glas, Keramik,
Zement und hydraulische Bindemittel,  feuerfeste Werkstoffe und Verbundwerkstoffe wie Cermets.

## Abgrenzung zur Metallurgie
Die der Gesteinshüttenkunde im weitgehenden Maße zugrunde liegende Silikatchemie unterscheidet sich wesentlich von der Metallurgie, deren Ziel die Herstellung von Metallen ist.
Bei der Silikatchemie handelt es sich in erster Linie um komplexe Aluminosilikatverbindungen und die daraus zu erzielenden Produkte, wie zum Beispiel Glas, Industriekeramik oder Zement. Der reine Werkstoff, Silizium oder Aluminium, ist nicht das vordergründige Produktionsziel.

## Geschichte

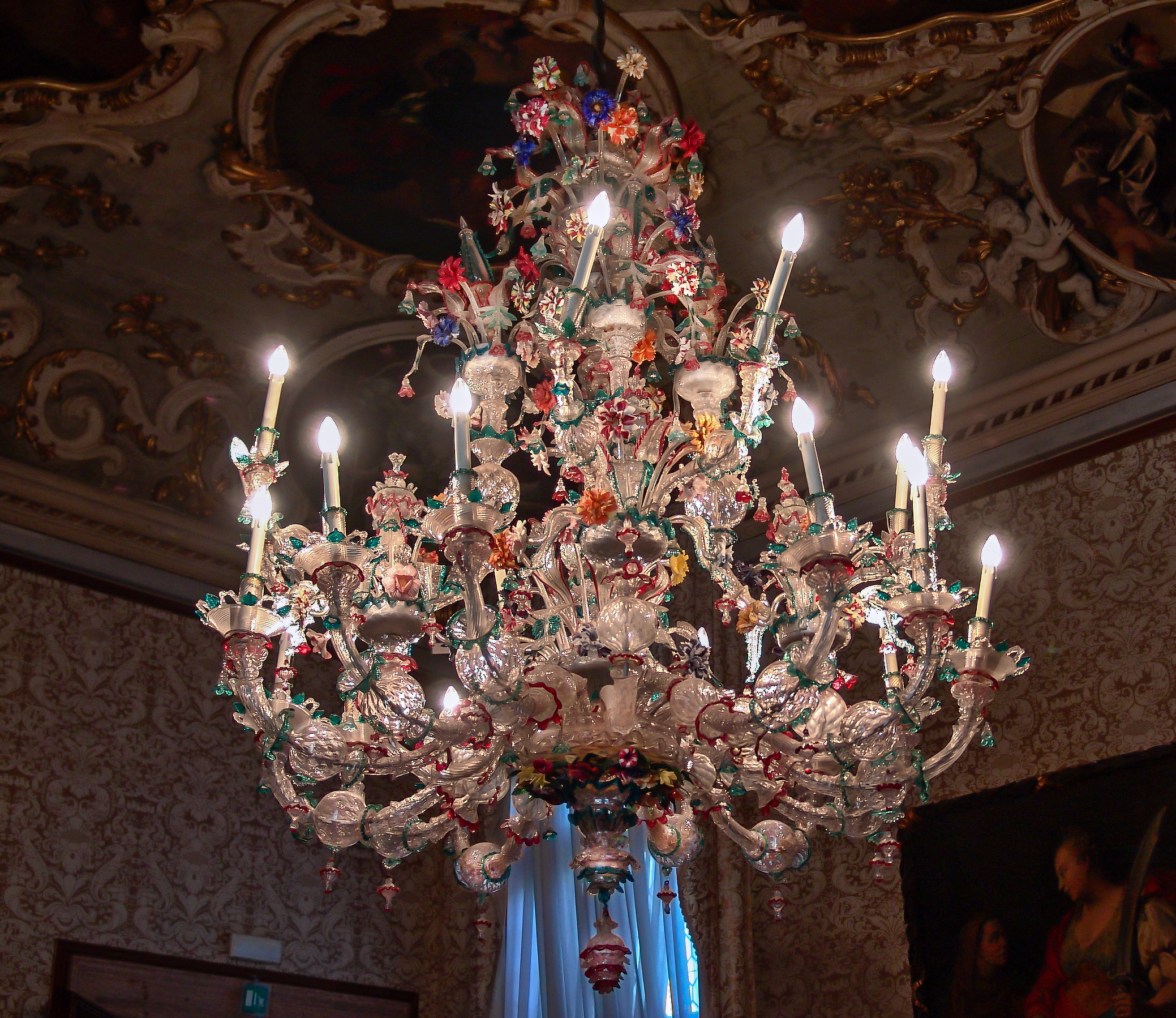
Kronleuchter aus Muranoglas

Die Herstellung von Keramik und Glas gehört zu den ältesten Kulturtechniken der Menschheit und ihre Erzeugnisse waren begehrte Handelsgüter. Die ältesten Keramikgefäße der Welt sind aus der Jomon-Kultur Japans nachgewiesen und datieren um 13.000 v. Chr.
Bei Ausgrabungen in Syrien (Mumbaqat) fand man Keramiköfen aus dem 4. Jahrtausend v. Chr.
Schon den Römern war Zement bekannt, während die Entwicklung von feuerfesten Materialien erst in der Neuzeit während der Einführung von Stahl- und Glasproduktion in industriellem Maßstab einsetzte. Allerdings war diese Technik, was vor allem Glas und Keramik betrifft, ein so wichtiger Handelsfaktor, dass die Verfahren absolut geheim gehalten wurden. Das führte dazu, dass es keine unabhängige Lehre an den Universitäten gab.
Das Muranoglas wurde zur Zeit der Renaissance auf einer von der übrigen Welt abgeschlossenen Insel vor Venedig hergestellt, wobei die Werker als Sklaven der Betreiber behandelt wurden. Die italienischen Glasmacher aus Altare in den Ligurischen Alpen wurden beim Geheimnisverrat des Glasmachens streng bestraft. Die Strafen reichten vom Einziehen ihres Besitzes bis zu ihrer Tötung.
Die Glasentwicklung zu Beginn des Merkantilismus durch die Compagnie de Saint-Gobain und die Porzellanproduktion  (das Weiße Gold) der Meißener Porzellanmanufaktur wurde in streng abgeschotteten Standorten hergestellt, in denen eine Geheimhaltungspflicht der Produktionstechniken galt, die mit heutigen absolut zu vergleichen sind. Auch die auf der Pfaueninsel in Berlin von Johannes Kunckel betriebene und vom Kurfürsten Friedrich Wilhelm finanzierte Glashütte stand unter strenger Geheimhaltung.

## Ofentechnik
Die Produkte, mit deren Herstellung die Gesteinshüttenkunde sich beschäftigt, werden alle einer Wärmebehandlung unterzogen. Entweder werden sie aus körnigen Rohstoffen (Glas, Zement) durch Wärmezufuhr geschmolzen und geläutert oder nach der Formgebung (Keramik, Feuerfestmaterial) gebrannt.
Die dazu benötigte Prozesswärme wird in Öfen erzeugt, die mit dem Wandel der Verfahren einer tiefgreifenden technischen Entwicklung unterlagen. In den Anfängen der Glas- und Keramikherstellung wurden Rundöfen benutzt. Sie wurden mit Holz beheizt, deshalb befanden sich alle europäischen Produktionsstätten in waldreichen Gegenden. Die Herstellungsverfahren waren diskontinuierlich, es wurde chargenweise gearbeitet, wobei die Glasgemenge in großen Keramikhäfen eingeschmolzen wurden.
Erst durch die Entwicklung von Öfen, bei denen eine heiße Flamme oder heiße Verbrennungsgase, die oxidierend oder reduzierend eingestellt werden können, über das brennstofffreie Schmelzgut streicht, konnte eine kontinuierliche Produktion aufgenommen werden. Der Ofenraum ist in diesem Fall eine geschlossene, feststehende Wanne (Wannenofen) oder ein drehbarer Zylinder (Trommelofen), mit stirnseitiger Beschickungs- und Entnahmeöffnung. Hand in Hand mit dieser Entwicklung ging der Anbau von Regenerativkammern an den Öfen, welche die Wärmeenergie der austretenden heißen Verbrennungsgase zur Vorwärmung der einströmenden Luft ausnutzten (Siemens-Martin-Ofen).
Durch die Beherrschung der Elektroschmelze konnte schmelzgegossenes Feuerfestmaterial hergestellt werden, das wiederum der modernen Glasofentechnik zugutekam. Heutige Öfen sind sowohl als Drehrohröfen, Glasöfen oder Keramiköfen zur Energieeinsparung hochwertig isoliert. Als Brennstoff wird Öl oder Gas verwendet, wenn nicht das herzustellende Produkt inerte oder reduzierende Atmosphäre verlangt; in diesem Fall kommen elektrisch beheizte Öfen zum Einsatz.

## Lexika
- Darmstaedter, Ludwig (Hrsg.) Handbuch zur Geschichte der Naturwissenschaften und der Technik in chronologischer Darstellung. 2., umgearb. u. vermehrte Auflage, hrsg. von L. Darmstaedter, Berlin: Springer 1908

### Fachliteratur
- Hermann Salmang Die physikalischen und chemischen Grundlagen der Glasfabrikation; Berlin, Springer, 1957
- Hans-Ernst Schwiete unter anderem Über die Anwendung der Röntgenfluoreszenzanalyse in der Gesteinshüttenkunde unter Berücksichtigung der Nebenbestandteile und Spuren Westdt. Verl., 1967
- G. Ondracek: Werkstoffkunde. Leitfaden für Studium und Praxis.  2. Aufl., Expert-Verlag, 1986, ISBN 3-88508-966-1
- Gerald Routschka und Hartmut Wuthnow Taschenbuch Feuerfeste Werkstoffe Vulkan Verlag ISBN 3-8027-3157-3

### Institute
- Institut für Gesteinshüttenkunde an der Rheinisch-Westfälischen Technischen Hochschule Aachen
- Institut für Keramik, Glas- und Baustofftechnik an der Technischen Universität Bergakademie Freiberg
- Lehrstuhl für Gesteinshüttenkunde an der Montanuniversität Leoben

### Weitere Links
- Deutsche Glastechnische Gesellschaft
- Haus der Feuerfestindustrie
- Meeting of Refractory Experts Freiberg e. V.